# 青木和夫
青木 和夫（あおき かずお、1926年5月31日 - 2009年8月15日）は、日本の歴史学者。専門は日本古代史。お茶の水女子大学名誉教授。

## 経歴
1926年、東京生まれ。東京大学文学部国史学科に入学し、石母田正に師事した。
卒業後は、お茶の水女子大学教授として勤務。1989年にお茶の水女子大学を定年退官し、名誉教授となった。その後は放送大学教授として教鞭をとった。

## 受賞・栄典
- 1993年：『日本律令国家論考』で角川源義賞受賞。

## 家族・親族
- 息子：青木敦は中国史研究者。青山学院大学教授。

## 著作
著書
- 『奈良の都』(日本の歴史 3)中央公論社 1965
  - 中公文庫 1973年
  - 改版 2005年
- 『古代豪族』(日本の歴史 5) 小学館 1974
  - 改題『古代豪族』講談社学術文庫 2007
  - 改題文庫化『古代豪族 日本史の社会集団1』 小学館 1990
- 『日本古代の政治と人物』 吉川弘文館 1977
- 『雑記抄』私家版 1992
- 『日本律令国家論攷』岩波書店 1992
- 『白鳳・天平の時代』 吉川弘文館 2003

共編著
- 『古事記』(日本思想大系 1) 岩波書店 1982.2
- 『続日本紀』(新日本古典文学大系) 岩波書店 1989-1998
  - 他の校註者は、池田温、石上英一、沖森卓也、稲岡耕二、加藤晃、加藤友康、佐々木恵介、亀田隆之、笹山晴生、白藤禮幸、吉岡眞之、吉田孝、吉村武彦
- 『日本古代史』放送大学 1992
- 『日本の古代』吉田孝共編著 放送大学 1996
- 『藤原鎌足とその時代 大化改新をめぐって』田辺昭三共編 吉川弘文館 1997
- 『多賀城と古代東北 古代を考える』岡田茂弘共編　吉川弘文館 2006

記念論集
- 『日本古代の政治と文化』青木和夫先生還暦記念会編 吉川弘文館 1987